# Sylvilagus aquaticus
O tapiti-do-pântano ou coelho-do-pântano (Sylvilagus aquaticus) é um leporídeo encontrado em terrenos pantanosos do sul dos Estados Unidos da América.